# Lae
Lae è una città di Papua Nuova Guinea; capoluogo della Provincia di Morobe, con 110 000 abitanti è la seconda città del Paese per popolazione.
Si trova all'inizio della Highland Highway, principale autostrada di collegamento delle Highlands con la costa; è anche il principale porto marittimo del Paese e importante sede universitaria.

## Geografia fisica
Lae si affaccia sul Golfo di Huon (Mare delle Salomone), presso la foce del fiume Markham Huon

## Storia
Nata come missione, la sua espansione ha avuto inizio dopo il 1920, quando la città è diventata un importante centro industriale e porto. È stata capitale della Nuova Guinea dal 1937 e, durante la Seconda guerra mondiale, una base strategica dei giapponesi. Nel 1943 fu conquistata dalle truppe australiane (le tombe di migliaia di soldati alleati possono essere visitate nel cimitero di guerra all'interno dell'Orto Botanico).

## Popolazione
Lae conta circa 81 000 abitanti (112 000 con i sobborghi).

## Economia
Grosso centro di esportazione del legname e del caffè, Lae è anche il centro di smistamento e commercializzazione dei prodotti agricoli di tutta la provincia.

## Infrastrutture e trasporti
È servita dall'aeroporto di Nadzab.

## Amministrazione

### Gemellaggi
- Cairns

## Ambiente
Recentemente è stato istituito nell'entroterra di Lae la Rainforest Habitat (oltre 3000 m²), un parco naturale che ospita oltre 15 000 varietà di piante, uccelli, coccodrilli, iguane, farfalle, tartarughe, pesci e rane.